# 台灣完全中學列表
以下所列為臺灣的完全中學。改制時間代表該學校增設國中部或高中部，使其成為完全中學的年份。

## 臺北市
| #  | 學校名稱                     | 網址                                                                   | 改制時間   |
| 1  | 國立臺灣師範大學附屬高級中學 | http://www.hs.ntnu.edu.tw（页面存档备份，存于）                        |            |
| 2  | 國立臺灣戲曲學院             | https://web.archive.org/web/20060720050611/http://www.ntjcpa.edu.tw/   |            |
| 3  | 國立政治大學附屬高級中學     | http://www.chahs.nccu.edu.tw （页面存档备份，存于）                    |            |
| 4  | 臺北市私立靜修高級中學       | http://www.bish.tp.edu.tw（页面存档备份，存于）                        |            |
| 5  | 臺北市私立延平高級中學       | http://www.yphs.tp.edu.tw（页面存档备份，存于）                        |            |
| 6  | 臺北市私立復興實驗高級中學   | https://web.archive.org/web/20090226000814/http://www.fhjh.tp.edu.tw/  |            |
| 7  | 臺北市私立立人高級中學       | http://www.lrsh.tp.edu.tw（页面存档备份，存于）                        |            |
| 8  | 臺北市私立華興高級中學       | http://www.hhhs.tp.edu.tw（页面存档备份，存于）                        |            |
| 9  | 臺北市私立衛理女子高級中學   | https://web.archive.org/web/20090122072820/http://wlgsh.tp.edu.tw/     |            |
| 10 | 臺北市私立薇閣高級中學       | https://web.archive.org/web/20120522042321/http://www.wghs.tp.edu.tw/  |            |
| 11 | 臺北市私立達人女子高級中學   | https://web.archive.org/web/20080205064636/http://www.trgsh.tp.edu.tw/ |            |
| 12 | 臺北市私立方濟高級中學       | https://web.archive.org/web/20080212035626/http://www.sfh.tp.edu.tw/   |            |
| 13 | 臺北市私立再興高級中學       | http://www.thsh.tp.edu.tw（页面存档备份，存于）                        |            |
| 14 | 臺北市私立東山高級中學       | http://www.tshs.tp.edu.tw（页面存档备份，存于）                        |            |
| 15 | 臺北市私立景文高級中學       | http://www.jwsh.tp.edu.tw（页面存档备份，存于）                        |            |
| 16 | 臺北市立大同高級中學         | http://www.ttsh.tp.edu.tw（页面存档备份，存于）                        | 1992年7月  |
| 17 | 臺北市立和平高級中學         | http://www.hpsh.tp.edu.tw（页面存档备份，存于）                        | 1994年7月  |
| 18 | 臺北市立陽明高級中學         | https://web.archive.org/web/20070929155508/http://www.ymsh.tp.edu.tw/  | 1994年7月  |
| 19 | 臺北市立成淵高級中學         | http://www.cyhs.tp.edu.tw（页面存档备份，存于）                        | 1996年7月  |
| 20 | 臺北市立西松高級中學         | http://www.hssh.tp.edu.tw（页面存档备份，存于）                        | 1997年7月  |
| 21 | 臺北市立大直高級中學         | https://web.archive.org/web/20070427094515/http://www.dcsh.tp.edu.tw/  | 1998年7月  |
| 22 | 臺北市立中崙高級中學         | http://www.zlsh.tp.edu.tw（页面存档备份，存于）                        | 1998年7月  |
| 23 | 臺北市立大理高級中學         | https://web.archive.org/web/20130128182646/http://www.tlsh.tp.edu.tw/  | 1998年7月  |
| 24 | 臺北市立百齡高級中學         | http://www.blsh.tp.edu.tw（页面存档备份，存于）                        | 1999年7月  |
| 25 | 臺北市立南港高級中學         | https://web.archive.org/web/20080208182408/http://www.nksh.tp.edu.tw/  | 1999年7月  |
| 26 | 臺北市立萬芳高級中學         | http://www.wfsh.tp.edu.tw（页面存档备份，存于）                        | 1999年7月  |
| 27 | 臺北市私立靜心高級中學       | https://web.archive.org/web/20210413014744/http://www.chjhs.tp.edu.tw/ | 2018年10月 |

## 新北市
| #  | 學校名稱                         | 網址                                                                     | 改制時間  |
| 1  | 國立華僑高級中等學校             | http://www.nocsh.ntpc.edu.tw（页面存档备份，存于）                       |           |
| 2  | 新北市私立光仁高級中學           | http://www.kjsh.ntpc.edu.tw（页面存档备份，存于）                        |           |
| 3  | 新北市私立崇光高級中學           | https://web.archive.org/web/20110924051549/http://www.ckgsh.ntpc.edu.tw/ |           |
| 4  | 新北市私立恆毅高級中學           | http://www.hchs.ntpc.edu.tw（页面存档备份，存于）                        |           |
| 5  | 新北市私立聖心女子高級中學       | http://www.shgsh.ntpc.edu.tw（页面存档备份，存于）                       |           |
| 6  | 新北市私立崇義高級中學           | http://www.cysh.ntpc.edu.tw%5B%5D                                        |           |
| 7  | 新北市私立中信高級中等學校       | http://www.cjsh.ntpc.edu.tw（页面存档备份，存于）                        |           |
| 8  | 新北市私立竹林高級中學           | https://web.archive.org/web/20111002151934/http://www.clsh.ntpc.edu.tw/  |           |
| 9  | 新北市私立南山中學               | http://www.nssh.ntpc.edu.tw（页面存档备份，存于）                        |           |
| 10 | 新北市私立辭修高級中學           | https://web.archive.org/web/20111022143150/http://www.tsshs.ntpc.edu.tw/ |           |
| 11 | 新北市私立金陵女子高級中學       | http://www.glghs.ntpc.edu.tw（页面存档备份，存于）                       |           |
| 12 | 新北市私立格致高級中學           | http://www.gjsh.ntpc.edu.tw（页面存档备份，存于）                        |           |
| 13 | 新北市私立醒吾高級中學           | https://web.archive.org/web/20191003005736/http://www.swsh.ntpc.edu.tw/  |           |
| 14 | 新北市私立徐匯高級中學           | https://web.archive.org/web/20110923154054/http://www.sish.ntpc.edu.tw/  |           |
| 15 | 新北市私立淡江高級中學           | https://web.archive.org/web/20120108002506/http://www.tksh.ntpc.edu.tw/  |           |
| 16 | 新北市立金山高級中學             | http://www.cshs.ntpc.edu.tw（页面存档备份，存于）                        | 1996年6月 |
| 17 | 新北市立海山高級中學             | http://www.hshs.ntpc.edu.tw（页面存档备份，存于）                        | 1997年8月 |
| 18 | 新北市立秀峰高級中學             | http://www.sfhs.ntpc.edu.tw（页面存档备份，存于）                        | 1997年8月 |
| 19 | 新北市立石碇高級中學             | http://www.sdhs.ntpc.edu.tw/（页面存档备份，存于）                       | 1998年8月 |
| 20 | 新北市立雙溪高級中學             | http://www.ssjh.ntpc.edu.tw%5B%5D                                        | 1996年8月 |
| 21 | 新北市立安康高級中學             | http://www.akjh.ntpc.edu.tw%5B%5D                                        | 1998年8月 |
| 22 | 新北市立永平高級中學             | http://www.ypjh.ntpc.edu.tw%5B%5D                                        | 1995年8月 |
| 23 | 新北市立錦和高級中學             | http://www.jhsh.ntpc.edu.tw（页面存档备份，存于）                        | 1998年8月 |
| 24 | 新北市立清水高級中學             | http://www.cssh.ntpc.edu.tw（页面存档备份，存于）                        | 1996年8月 |
| 25 | 新北市立明德高級中學             | http://www.mdhs.ntpc.edu.tw（页面存档备份，存于）                        | 1995年8月 |
| 26 | 新北市立樹林高級中學             | http://www.slsh.ntpc.edu.tw（页面存档备份，存于）                        | 1995年8月 |
| 27 | 新北市立三重高級中學             | http://www.scjh.ntpc.edu.tw%5B%5D                                        | 1998年8月 |
| 28 | 新北市立三民高級中學             | http://www.smsh.ntpc.edu.tw（页面存档备份，存于）                        | 1996年8月 |
| 29 | 新北市立丹鳳高級中學             | http://www.dfsh.ntpc.edu.tw（页面存档备份，存于）                        | 2009年8月 |
| 30 | 新北市立竹圍高級中學             | http://www.zwhs.ntpc.edu.tw/（页面存档备份，存于）                       | 2012年8月 |
| 31 | 新北市立光復高級中學             | http://www.gfhs.ntpc.edu.tw（页面存档备份，存于）                        | 2013年8月 |
| 32 | 新北市立北大高級中學             | https://web.archive.org/web/20160611170831/http://www.lpjh.ntpc.edu.tw/  | 2013年8月 |
| 33 | 新北市立樟樹國際實創高級中等學校 | http://www.ctjhs.ntpc.edu.tw（页面存档备份，存于）                       | 2017年8月 |

## 桃園市
| #  | 學校名稱                 | 網址                                                                   | 改制時間  |
| 1  | 桃園市私立六和高級中學   | https://web.archive.org/web/20070723030433/http://www.lhvs.tyc.edu.tw/ |           |
| 2  | 桃園市私立復旦高級中學   | https://web.archive.org/web/20190323122444/http://www.fths.tyc.edu.tw/ |           |
| 3  | 桃園市私立大華高級中學   | https://web.archive.org/web/20110930062938/http://www.thsh.tyc.edu.tw/ |           |
| 4  | 桃園縣私立治平高級中學   | http://www.cpshs.tyc.edu.tw（页面存档备份，存于）                      |           |
| 5  | 桃園市私立清華高級中學   | https://web.archive.org/web/20070723030436/http://www.chvs.tyc.edu.tw/ |           |
| 6  | 桃園市私立新興高級中學   | http://www.hshs.tyc.edu.tw（页面存档备份，存于）                       |           |
| 7  | 桃園市私立振聲高級中學   | http://www.fxsh.tyc.edu.tw（页面存档备份，存于）                       |           |
| 8  | 桃園市私立漢英高級中學   | http://www.hhs.tyc.edu.tw（页面存档备份，存于）                        |           |
| 9  | 桃園市立永豐高級中學     | http://www.yfms.tyc.edu.tw（页面存档备份，存于）                       | 1999年    |
| 10 | 桃園市立觀音高級中學     | http://www.gish.tyc.edu.tw（页面存档备份，存于）                       | 2012年8月 |
| 11 | 桃園市立新屋高級中等學校 | http://www.swjh.tyc.edu.tw（页面存档备份，存于）                       | 2017年8月 |

## 臺中市
| #  | 學校名稱                     | 網址                                                 | 改制時間  |
| 1  | 臺中市私立衛道高級中學       | http://www.vtsh.tc.edu.tw（页面存档备份，存于）      |           |
| 2  | 臺中市私立曉明女子高級中學   | http://www.smgsh.tc.edu.tw（页面存档备份，存于）     |           |
| 3  | 東海大學附屬高級中等學校     | http://www.hn.thu.edu.tw（页面存档备份，存于）       |           |
| 4  | 臺中市私立新民高級中學       | http://www.shinmin.tc.edu.tw（页面存档备份，存于）   |           |
| 5  | 臺中市私立宜寧高級中學       | http://www.inhs.tc.edu.tw（页面存档备份，存于）      |           |
| 6  | 臺中市私立嶺東高級中學       | http://www.lths.tc.edu.tw（页面存档备份，存于）      |           |
| 7  | 臺中市私立常春藤高級中學     | http://www.ivyjhs.tc.edu.tw（页面存档备份，存于）    |           |
| 8  | 臺中市私立大明高級中學       | http://www.tmsh.tc.edu.tw（页面存档备份，存于）      |           |
| 9  | 臺中市私立嘉陽高級中學       | http://www.cysh.tc.edu.tw（页面存档备份，存于）      |           |
| 10 | 臺中市私立明道高級中學       | http://www.mingdao.edu.tw（页面存档备份，存于）      |           |
| 11 | 臺中市私立僑泰高級中學       | http://www.ctas.tc.edu.tw（页面存档备份，存于）      |           |
| 12 | 臺中市私立華盛頓高級中學     | http://www.whs.tc.edu.tw（页面存档备份，存于）       |           |
| 13 | 臺中市私立弘文高級中學       | http://www.hwhs.tc.edu.tw（页面存档备份，存于）      |           |
| 14 | 臺中市私立立人高級中學       | http://www.lzsh.tc.edu.tw（页面存档备份，存于）      |           |
| 15 | 臺中市私立葳格高級中學       | http://senior.wagor.tc.edu.tw/（页面存档备份，存于） |           |
| 16 | 臺中市立新社高級中學         | http://www.sshs.tc.edu.tw（页面存档备份，存于）      | 1998年7月 |
| 17 | 臺中市立長億高級中學         | http://www.cyhs.tc.edu.tw（页面存档备份，存于）      | 1999年8月 |
| 18 | 臺中市立西苑高級中學         | http://www.sysh.tc.edu.tw（页面存档备份，存于）      | 1999年8月 |
| 19 | 臺中市立忠明高級中學         | http://www.cmsh.tc.edu.tw（页面存档备份，存于）      | 2000年8月 |
| 20 | 臺中市立后綜高級中學         | http://www.hzsh.tc.edu.tw/（页面存档备份，存于）     | 2000年8月 |
| 21 | 臺中市立中港高級中學         | http://www.cgsh.tc.edu.tw（页面存档备份，存于）      | 2000年8月 |
| 22 | 臺中市立惠文高級中學         | http://www.hwsh.tc.edu.tw/（页面存档备份，存于）     | 2001年8月 |
| 23 | 臺中市立大里高級中學         | http://www.dlsh.tc.edu.tw（页面存档备份，存于）      | 2001年    |
| 24 | 國立中科實驗高級中學         | http://www.nehs.tc.edu.tw（页面存档备份，存于）      | 2009年8月 |
| 25 | 臺中市立東山高級中學         | http://www.tsjh.tc.edu.tw（页面存档备份，存于）      | 2011年8月 |
| 26 | 臺中市立龍津高級中學         | http://www.ljjhs.tc.edu.tw/（页面存档备份，存于）    | 2017年8月 |
| 27 | 臺中市立神岡工業高級中等學校 | https://sgihs.tc.edu.tw/（页面存档备份，存于）       | 2020年8月 |

## 臺南市
| #  | 學校名稱                   | 網址                                                                  | 改制時間  |
| 1  | 臺南市私立長榮高級中學     | http://www.cjshs.tn.edu.tw（页面存档备份，存于）                      |           |
| 2  | 臺南市私立長榮女子高級中學 | http://www.ckgsh.tn.edu.tw/（页面存档备份，存于）                     |           |
| 3  | 臺南市私立聖功女子高級中學 | http://www.skgsh.tn.edu.tw/（页面存档备份，存于）                     |           |
| 4  | 臺南市私立光華高級中學     | http://www.khgs.tn.edu.tw/（页面存档备份，存于）                      |           |
| 5  | 臺南市私立瀛海高級中學     | http://www.yhsh.tn.edu.tw（页面存档备份，存于）                       |           |
| 6  | 臺南市私立崑山高級中學     | http://www.kssh.tn.edu.tw（页面存档备份，存于）                       |           |
| 7  | 臺南市私立德光高級中學     | http://www.tkgsh.tn.edu.tw/（页面存档备份，存于）                     |           |
| 8  | 臺南市私立慈濟高級中學     | http://www.tcsh.tn.edu.tw/（页面存档备份，存于）                      |           |
| 9  | 臺南市私立南光高級中學     | http://www.nkhs.tn.edu.tw/（页面存档备份，存于）                      |           |
| 10 | 臺南市私立鳳和高級中學     | https://web.archive.org/web/20180624175104/http://www.fhsh.tn.edu.tw/ |           |
| 11 | 臺南市私立港明高級中學     | http://www.kmsh.tn.edu.tw/                                            |           |
| 12 | 臺南市私立興國高級中學     | http://www.hkhs.tn.edu.tw/（页面存档备份，存于）                      |           |
| 13 | 臺南市私立明達高級中學     | http://www.mdsh.tn.edu.tw/（页面存档备份，存于）                      |           |
| 14 | 臺南市私立黎明高級中學     | http://www.lmsh.tn.edu.tw/（页面存档备份，存于）                      |           |
| 15 | 臺南市立永仁高級中學       | http://www.yrhs.tn.edu.tw（页面存档备份，存于）                       |           |
| 16 | 臺南市立大灣高級中學       | http://www.dwhs.tn.edu.tw（页面存档备份，存于）                       | 1996年8月 |
| 17 | 臺南市立土城高級中學       | http://www.tcjh.tn.edu.tw（页面存档备份，存于）                       |           |
| 18 | 臺南市立南寧高級中學       | http://www.nnjh.tn.edu.tw（页面存档备份，存于）                       |           |
| 19 | 國立南科國際實驗高級中學   | http://www.nnkieh.tn.edu.tw（页面存档备份，存于）                     |           |

## 高雄市
| #  | 學校名稱                     | 網址                                                                   | 改制時間   |
| 1  | 國立高雄師範大學附屬高級中學 | http://www.nknush.kh.edu.tw（页面存档备份，存于）                      |            |
| 2  | 國立中山大學附屬國光高級中學 | https://web.archive.org/web/20150506015422/http://www.kksh.kh.edu.tw/  |            |
| 3  | 高雄市私立道明高級中學       | https://web.archive.org/web/20080222054530/http://www.dmhs.kh.edu.tw/  |            |
| 4  | 高雄市私立明誠高級中學       | http://www.mcsh.kh.edu.tw（页面存档备份，存于）                        |            |
| 5  | 高雄市私立義大國際高級中學   | https://web.archive.org/web/20120322142738/http://www.isis.ks.edu.tw/  | 2007年10月 |
| 6  | 高雄市私立中華藝術學校       | http://www.charts.kh.edu.tw（页面存档备份，存于）                      |            |
| 7  | 高雄市私立立志高級中學       | https://web.archive.org/web/20080405142518/http://www.lcvs.kh.edu.tw/  |            |
| 8  | 高雄市私立新光高級中學       | https://web.archive.org/web/20080414212728/http://www.lysh.khc.edu.tw/ |            |
| 9  | 高雄市私立普門高級中學       | http://www.pmsh.khc.edu.tw（页面存档备份，存于）                       |            |
| 10 | 高雄市私立正義高級中學       | http://www.cysh.khc.edu.tw（页面存档备份，存于）                       |            |
| 11 | 高雄市私立復華高級中學       | http://www.fhhs.kh.edu.tw（页面存档备份，存于）                        |            |
| 12 | 高雄市私立大榮高級中學       | http://www.dystcs.kh.edu.tw（页面存档备份，存于）                      |            |
| 13 | 高雄市立瑞祥高級中學         | http://www.rssh.kh.edu.tw（页面存档备份，存于）                        | 1995年8月  |
| 14 | 高雄市立中正高級中學         | https://web.archive.org/web/20080223054754/http://www.cchs.kh.edu.tw/  | 1996年8月  |
| 15 | 高雄市立林園高級中學         | http://www.ly.ks.edu.tw（页面存档备份，存于）                          | 1996年8月  |
| 16 | 高雄市立鼓山高級中學         | http://www.kusjh.kh.edu.tw（页面存档备份，存于）                       | 1997年8月  |
| 17 | 高雄市立仁武高級中學         | http://www.rwm.ks.edu.tw（页面存档备份，存于）                         | 1998年8月  |
| 18 | 高雄市立路竹高級中學         | https://web.archive.org/web/20110806180037/http://www.lchs.ks.edu.tw/  | 1999年8月  |
| 19 | 高雄市立福誠高級中學         | https://web.archive.org/web/20180723145540/http://www.ftm.ks.edu.tw/   | 1999年11月 |
| 20 | 高雄市立六龜高級中學         | http://www.lgm.ks.edu.tw（页面存档备份，存于）                         | 2000年8月  |
| 21 | 高雄市立文山高級中學         | http://www.wsm.ks.edu.tw（页面存档备份，存于）                         | 2000年8月  |
| 22 | 高雄市立新興高級中學         | http://www.hhhs.kh.edu.tw（页面存档备份，存于）                        | 2001年8月  |

## 臺灣省

### 基隆市
| # | 學校名稱                   | 網址                                                                  | 改制時間 |
| 1 | 基隆市私立二信高級中學     | https://web.archive.org/web/20070911203714/http://www.essh.kl.edu.tw/ | 1967年   |
| 2 | 基隆市私立輔大聖心高級中學 | http://www.shsh.kl.edu.tw（页面存档备份，存于）                       | 1991年   |
| 3 | 基隆市立中山高級中學       | http://www.csjh.kl.edu.tw（页面存档备份，存于）                       | 1999年   |
| 4 | 基隆市立安樂高級中學       | https://web.archive.org/web/20090223063901/http://www.aljh.kl.edu.tw/ | 1999年   |
| 5 | 基隆市立暖暖高級中學       | http://www.nnjh.kl.edu.tw（页面存档备份，存于）                       | 2000年   |
| 6 | 基隆市立八斗高級中學       | http://www.bdjh.kl.edu.tw（页面存档备份，存于）                       | 2011年   |

### 宜蘭縣
| # | 學校名稱               | 網址                                             | 改制時間  |
| 1 | 宜蘭縣私立中道高級中學 | http://www.cdsh.ilc.edu.tw（页面存档备份，存于） |           |
| 2 | 宜蘭縣私立慧燈高級中學 | http://www.hdsh.ilc.edu.tw（页面存档备份，存于） |           |
| 3 | 宜蘭縣立南澳高級中學   | http://www.nojh.ilc.edu.tw（页面存档备份，存于） | 2000年8月 |

### 新竹市
| # | 學校名稱                         | 網址                                                                  | 改制時間  |
| 1 | 新竹市私立磐石高級中學           | http://www.sphs.hc.edu.tw（页面存档备份，存于）                       |           |
| 2 | 新竹市私立光復高級中學           | http://www.kfsh.hc.edu.tw（页面存档备份，存于）                       |           |
| 3 | 新竹市私立曙光女子高級中學       | https://web.archive.org/web/20080113183318/http://www.sggs.hc.edu.tw/ |           |
| 4 | 國立新竹科學園區實驗高級中等學校 | http://www.nehs.hc.edu.tw（页面存档备份，存于）                       |           |
| 5 | 新竹市立成德高級中學             | http://www.cdjh.hc.edu.tw（页面存档备份，存于）                       | 1996年5月 |
| 6 | 新竹市立香山高級中學             | http://www.hhjh.hc.edu.tw（页面存档备份，存于）                       | 1998年3月 |
| 7 | 新竹市立建功高級中學             | https://web.archive.org/web/20170607184515/http://www.ckjh.hc.edu.tw/ | 2001年8月 |

### 新竹縣
| # | 學校名稱               | 網址                                                                   | 改制時間  |
| 1 | 新竹縣私立義民高級中學 | http://www.ymsh.hcc.edu.tw（页面存档备份，存于）                       |           |
| 2 | 新竹縣私立忠信高級中學 | https://web.archive.org/web/20190510094952/http://www.chvs.hcc.edu.tw/ |           |
| 3 | 新竹縣私立仰德高級中學 | http://www.ydvs.hcc.edu.tw（页面存档备份，存于）                       |           |
| 4 | 新竹縣立湖口高級中學   | http://www.hkhs.hcc.edu.tw （页面存档备份，存于）                      | 1997年8月 |
| 5 | 新竹縣立六家高級中學   | http://www.ljjh.hcc.edu.tw（页面存档备份，存于）                       | 2015年8月 |

### 苗栗縣
| # | 學校名稱               | 網址                                                                   | 改制時間  |
| 1 | 國立卓蘭高級中等學校   | http://www.cles.mlc.edu.tw（页面存档备份，存于）                       |           |
| 2 | 苗栗縣私立君毅高級中學 | http://www.cish.mlc.edu.tw （页面存档备份，存于）                      |           |
| 3 | 苗栗縣私立大成高級中學 | https://web.archive.org/web/20070914183014/http://www.tcsh.mlc.edu.tw/ |           |
| 4 | 苗栗縣私立建臺高級中學 | http://www.ctsh.mlc.edu.tw（页面存档备份，存于）                       |           |
| 5 | 苗栗縣私立全人高級中學 | https://web.archive.org/web/20160304134807/http://holistic.so-buy.com/ |           |
| 6 | 苗栗縣立苑裡高級中學   | https://web.archive.org/web/20080410102744/http://www.yljh.mlc.edu.tw/ | 1997年8月 |
| 7 | 苗栗縣立興華高級中學   | http://www.shhs.mlc.edu.tw（页面存档备份，存于）                       | 1997年8月 |
| 8 | 苗栗縣立三義高級中學   | https://web.archive.org/web/20140427020808/http://www.sjh.mlc.edu.tw/  | 2013年8月 |
| 9 | 苗栗縣立大同高級中學   | http://www.dtjh.mlc.edu.tw（页面存档备份，存于）                       | 2013年8月 |

### 南投縣
| # | 學校名稱               | 網址                                               | 改制時間 |
| 1 | 南投縣私立五育高級中學 | http://www.wu-yu.ntct.edu.tw（页面存档备份，存于） |          |
| 2 | 南投縣私立三育高級中學 | http://www.taa.ntct.edu.tw （页面存档备份，存于）  |          |
| 3 | 南投縣私立普台高級中學   | http://www.ptsh.ntct.edu.tw （页面存档备份，存于） |          |
| 4 | 南投縣立旭光高級中學   | http://www.skjhs.ntct.edu.tw（页面存档备份，存于） | 2000年   |

### 彰化縣
| # | 學校名稱                 | 網址                                                                                 | 改制時間   |
| 1 | 彰化縣私立精誠高級中學   | http://www.cchs.chc.edu.tw（页面存档备份，存于）                                     |            |
| 2 | 彰化縣私立文興高級中學   | https://web.archive.org/web/20070928200212/http://www.hshs.chc.edu.tw/               |            |
| 3 | 彰化縣立二林高級中學     | https://web.archive.org/web/20090318194208/http://eljh.chc.edu.tw/                   | 2002年11月 |
| 4 | 彰化縣立彰化藝術高級中學 | http://www.chash.chc.edu.tw/（页面存档备份，存于）                                   | 2006年8月  |
| 5 | 彰化縣立成功高級中學     | https://web.archive.org/web/20120331025600/http://www.ckjh.chc.edu.tw/bin/home.php   | 2010年8月  |
| 5 | 彰化縣立田中高級中學     | https://web.archive.org/web/20120414114251/http://163.23.85.193/school/web/index.php | 2011年8月  |
| 6 | 彰化縣立和美高級中學     | http://www.hmjh.chc.edu.tw/xoops25tw/ （页面存档备份，存于）                         | 2013年8月  |

### 雲林縣
| # | 學校名稱                     | 網址                                                                   | 改制時間  |
| 1 | 雲林縣私立永年高級中學       | https://web.archive.org/web/20070909123748/http://www.ynhs.ylc.edu.tw/ |           |
| 2 | 雲林縣私立正心高級中學       | http://www.shsh.ylc.edu.tw（页面存档备份，存于）                       |           |
| 3 | 雲林縣私立文生高級中學       | https://web.archive.org/web/20070918233621/http://www.svsh.ylc.edu.tw/ |           |
| 4 | 雲林縣私立巨人高級中學       | http://www.tssh.ylc.edu.tw（页面存档备份，存于）                       |           |
| 5 | 雲林縣私立揚子高級中學       | http://www.ytjh.ylc.edu.tw（页面存档备份，存于）                       |           |
| 6 | 雲林縣私立福智高級中學       |                                                                        |           |
| 7 | 雲林縣立斗南高級中學         | http://www.tnjh.ylc.edu.tw（页面存档备份，存于）                       | 2000年8月 |
| 8 | 雲林縣立麥寮高級中學         | http://www.mljh.ylc.edu.tw（页面存档备份，存于）                       | 1999年8月 |
| 9 | 雲林縣立蔦松藝術高級中等學校 | https://nsjh.ylc.edu.tw/cp.aspx?n=99486 （页面存档备份，存于）         | 2019年8月 |

### 嘉義市
| # | 學校名稱                   | 網址                                                                  | 改制時間 |
| 1 | 嘉義市私立興華高級中學     | http://www.hhsh.cy.edu.tw（页面存档备份，存于）                       |          |
| 2 | 嘉義市私立嘉華高級中學     | https://web.archive.org/web/20080211235848/http://www.chsh.cy.edu.tw/ |          |
| 3 | 嘉義市私立宏仁女子高級中學 | https://web.archive.org/web/20070930075949/http://www.hjgs.cy.edu.tw/ |          |
| 4 | 嘉義市私立輔仁高級中學     | http://www.fjsh.cy.edu.tw （页面存档备份，存于）                      |          |

### 嘉義縣
| # | 學校名稱               | 網址                                             | 改制時間 |
| 1 | 嘉義縣私立同濟高級中學 | http://www.tjsh.cyc.edu.tw（页面存档备份，存于） |          |
| 2 | 嘉義縣私立協同高級中學 | http://www.cmsh.cyc.edu.tw（页面存档备份，存于） |          |
| 3 | 嘉義縣立竹崎高級中學   | http://www.ccjh.cyc.edu.tw（页面存档备份，存于） | 2005年   |
| 4 | 嘉義縣立永慶高級中學   | http://www.ycsh.cyc.edu.tw（页面存档备份，存于） |          |

### 屏東縣
| # | 學校名稱               | 網址                                                                   | 改制時間  |
| 1 | 屏東縣私立陸興高級中學 | http://www.lssh.ptc.edu.tw（页面存档备份，存于）                       |           |
| 2 | 屏東縣私立美和高級中學 | http://www.mhsh.ptc.edu.tw（页面存档备份，存于）                       |           |
| 3 | 屏東縣私立新基高級中學 | https://web.archive.org/web/19991105104340/http://www.hcsh.ptc.edu.tw/ |           |
| 4 | 屏東縣立大同高級中學   | http://www.dtjh.ptc.edu.tw（页面存档备份，存于）                       | 2001年8月 |
| 5 | 屏東縣立枋寮高級中學   | https://web.archive.org/web/20061128181733/http://www.fljh.ptc.edu.tw/ | 2001年7月 |
| 6 | 屏東縣立來義高級中學   | https://web.archive.org/web/20050901005549/http://www.lyjh.ptc.edu.tw/ |           |
| 7 | 屏東縣立東港高級中學   | http://www.dghs.ptc.edu.tw （页面存档备份，存于）                      |           |

### 花蓮縣
| # | 學校名稱               | 網址                                             | 改制時間 |
| 1 | 花蓮縣私立海星高級中學 | http://www.smhs.hlc.edu.tw（页面存档备份，存于） |          |
| 2 | 慈濟大學附屬高級中學   | http://www.tcsh.hlc.edu.tw（页面存档备份，存于） |          |

### 臺東縣
| # | 學校名稱                     | 網址                                                | 改制時間 |
| 1 | 國立臺東大學附屬體育高級中學 | http://www.ntpehs.ttct.edu.tw（页面存档备份，存于） |          |
| 2 | 臺東縣私立育仁高級中學       | http://www.lotus.ttct.edu.tw（页面存档备份，存于）  |          |
| 3 | 臺東縣立蘭嶼高級中學         | http://www.layjh.ttct.edu.tw（页面存档备份，存于）  | 1997年   |